# 581
Cette page concerne l'année 581  du calendrier julien. Pour l'année 581 av. J.-C., voir 581 av. J.-C.
L'année 581 est une année commune qui commence un mercredi.

## Événements

### Asie
- 13 février : le général Yang Jian usurpe le trône des Zhou du Nord et crée la dynastie Sui (581-618) en Chine du Nord[1], avant de réunifier la Chine en 589 à la chute de la dynastie Chen. Il prend le nom de Sui Wendi et règne jusqu'en 604.

- Début du règne de Nivar (Ishbara), Kaghan des Türüks ou Köktürks (Turcs) orientaux (fin en 587)[2]. À la fin du VIe siècle, l’empire des Türüks orientaux s’étend de la Corée et de la Grande Muraille jusqu’au lac Baïkal. Les Türüks, nomades vivant en yourtes, construisent des forteresses en pierre et en brique pour défendre leurs frontières, ainsi que des relais de poste pour assurer les liaisons.

### Proche-Orient
- Été : campagne du byzantin Maurice et du ghassanide al-Mundhir en Mésopotamie[3]Il franchissent l’Euphrate et menacent Ctésiphon, la capitale des Sassanides[4].
- Hiver : Tibère II tente de négocier la paix avec Hormizd IV. Arrestation du roi ghassanide al-Mundhir, qui s'est querellé avec Maurice[3]. Il est condamné pour trahison. Le royaume arabe des Ghassanides, allié infidèle de Byzance, est démantelé.

### Europe
- Léovigild fonde Victoriacum (Vitoria) en Espagne pour marquer son succès sur les Vascons[5].
- À la mort du régent Gogon, l’Austrasie s’allie avec Chilpéric au détriment de Gontran sous l’influence d’Aegidius, évêque de Reims, à la tête d’une faction comprenant Ursion, Berthefried et Gontran Boson. Le duc de Champagne Loup, fidèle de Brunehilde, est contraint de s’enfuir auprès de Gontran en Bourgogne. Le peuple d’Austrasie menace de se révolter et Aegidius doit fuir pour sauver sa vie (583)[6].
- Le général mérovingien d’origine romaine Eunius Mummolus rompt avec Gontran et se retire à Avignon, sous la protection du roi Childebert, à qui la ville appartient[7].
- Childebert d'Austrasie confie au duc Gundulf la mission de remettre sous sa domination la portion de Marseille qui lui appartient et de réinstaller dans son évêché Théodore, en conflit avec le préfet de Gontran Dynamius qui l'a fait prisonnier. Gundulf est contraint de passer par la Touraine et Avignon. Il parvient à entrer dans Marseille mais après son départ Dynamius provoque de nouveau la révolte de la partie austrasienne de la ville en faveur de Gontran[7].
- Expédition du duc Didier en Aquitaine, pour le compte de Chilpéric, qui profite de la discorde entre Childebert et Gontran pour s'emparer de l'Agenais et du Périgord, possessions de Gontran[8].
- Chilpéric envoie le duc Bladastes combattre les Vascons au sud des Pyrénées. Battu, il laisse la majeure partie de son armée[9].

## Décès en 581
- Falang, moine bouddhiste chinois.